# Декан, Евгений Филиппович
Декан Евгений Филиппович (28 апреля 1932, Василевка, Винницкая область — 28 марта 1992, Кривой Рог, Днепропетровская область) — советский и украинский художник, график и живописец.

## Биография
Родился 28 апреля 1932 года в селе Василевка Тульчинского района Винницкой области.
В 1958 году окончил Днепропетровское художественное училище (преподаватель М. Погребняк).
В 1972—1992 годах работал в Криворожском отделении Днепропетровского художественно-производственного комбината. Член Союза художников УССР с 1975 года.
Умер 28 марта 1992 года в городе Кривой Рог.

## Творческая деятельность
Работал в основном в области станковой графики и живописи. Выполненные в технике офорта графические серии представляют документальный рассказ о развитии горнорудного края. Лирические пейзажи и натюрморты созданы в пастельной технике.
Участник городских, областных, республиканских выставок с 1966 года.

### Произведения
- Кривой Рог индустриальный (1969);
- Карьер Ингулецкий (1972);
- Монтаж доменной печи № 9 (1974);
- Кривой Рог (1975);
- Лесной натюрморт (1975);
- Утро на Черниговщине (1976);
- Над рекой Снов (1978);
- Монтаж газопровода (1981);
- Весна на Криворожье (1982);
- Кривой Рог — мой край (1984);
- Железная руда (1985).